# Prolepsis (figura retórica)
La prolepsis es una figura retórica en la cual el emisor expresa, tácita o explícitamente, una objeción a su propio argumento para luego responderla inmediatamente. Haciendo esto, espera fortalecer su argumentación refutando posibles objeciones antes de que su audiencia pueda formularlas.

## Ejemplos
Parece absurdo de todo punto -lo confieso abiertamente- suponer que el ojo, con todas sus inimitables disposiciones para acomodar el foco a diferentes distancias, para admitir cantidad variable de luz y para la corrección de las aberraciones esférica y cromática, pudo haberse formado por selección natural. Cuando se dijo por vez primera que el Sol estaba quieto y la tierra giraba a su alrededor, el sentido común de la humanidad declaró falsa esta doctrina; pero el antiguo adagio de vox populi, vox Dei, como sabe todo filósofo, no puede admitirse en la ciencia. La razón me dice que si se puede demostrar que existen muchas gradaciones, desde un ojo sencillo e imperfecto a un ojo complejo y perfecto, siendo cada grado útil al animal que lo posea, como ocurre ciertamente; si además el ojo alguna vez varía y las variaciones son heredadas, como ocurre también ciertamente; y si estas variaciones son útiles a un animal en condiciones variables de la vida, entonces la dificultad de creer que un ojo perfecto y complejo pudo formarse por selección natural, aun cuando insuperable para nuestra imaginación, difícilmente puede considerarse real.
Charles Darwin — El origen de las especies

Darwin reconoce que puede parecer descabellado pensar que el ojo, en toda su complejidad y perfección, haya podido surgir naturalmente, sin embargo, luego refuta esta aparente dificultad argumentando que el sentido común puede resultar engañoso y que una evolución gradual y sucesiva es posible. Usada la prolepsis para aclarar dicha objeción, y ahora a salvo de prejuicios, pasa a proponer en las siguientes páginas un plausible curso evolutivo del ojo.

Tampoco vendrán en mi defensa testigos que se puedan comprar con el dinero, el favor o la autoridad.

Antes de iniciar su exposición, aclara que no intervendrán testigos fraudulentos, como quizás sospechen sus interlocutores.